# نیروی پرش
نیروی پرش (انگلیسی: Jump Force) یک بازی ویدئویی در سبک مبارزه‌ای است که توسط باندای نامکو انترتینمنت و در سال ۲۰۱۹ و در پلت‌فرم‌های مایکروسافت ویندوز، پلی‌استیشن ۴، و اکس‌باکس وان منتشر شده‌است. نسخهٔ کنسول نینتندو سوئیچ نیز در ۲۸ اوت ۲۰۲۰ در دسترس قرار گرفت. این بازی شامل شخصیت‌های مختلف از مجموعه مانگاهای برجستهٔ هفته‌نامه شونن جامپ انتشارات شوئیشا در جشن سالگرد ۵۰ سالگی این مجله است.

## روند بازی
جامپ فورس یک بازی ویدئویی مبارزه‌ای است که در آن بازیکن تیمی متشکل از سه شخصیت از مجموعه‌های مختلف مانگاهای موجود در مجله هفته‌نامه شونن جامپ را کنترل می‌کند. بازیکنان هر بار یک شخصیت را کنترل می‌کنند در حالی که از شخصیت‌های دیگر به عنوان پشتیبانی استفاده می‌شود. بازیکنان می‌توانند در طول نبرد بین آن‌ها جابجا شوند. عملکردهای نبرد مشابه بازی قبلی Jump Jump , J-Stars Victory VS است، با بازیکنانی که در یک فضای سه بعدی حرکت می‌کنند و از ترکیب‌های مختلف و حرکات ویژه برای حمله به حریفان خود استفاده می‌کنند. این مسابقه هنگامی پایان می‌یابد که یک تیم نوار سلامتی تیم دیگر را کاهش دهد.

## داستان
فریزا با برخورد با سون گوکو با ارتش ونومس به شهر نیویورک حمله می‌کند. با این حال، یک انفجار لیزر ولگرد از فریزا منجر به زخمی شدن یک غیرنظامی در منطقه جنگ شد. ترانکس با یک وسیله سایبرنتیک به نام مکعب چتر، غیرنظامی را زنده می‌کنند و به آن‌ها امکان می‌دهد مانند آن‌ها قهرمان شوند. فریزا عقب‌نشینی می‌کند، به گوکو و ترانکس اجازه می‌دهد تا غیرنظامی را به مقر خود برگرداند، جایی که مدیر گلوور از آن‌ها استقبال می‌کند. گلوور توضیح می‌دهد که دنیای مانگای «جهش» به نوعی شروع به ادغام با دنیای واقعی و استفاده از مکعب چترهای مخصوص خود برای تبدیل انسان‌های بد قلب به زهرها کرده و او را مجبور به ایجاد نیروی پرش برای مهار تهدید کرده‌است. این سازمان متشکل از قهرمانانی از دنیای «پرش» است، همراه با دیگر افرادی که از طریق مکعب نجات یافته‌اند.
این گروه به تیم‌های آلفا، بتا و گاما تقسیم شده‌است. سون گوکو آلفا (به همراه پیکولو، زورو و گارا) را برای مقابله با ونومس مهاجم هدایت می‌کند، لوفی (همراه با بوآ هانکوک، وینسموکه، سانجی و بوروتو) را برای بازپس‌گیری قلمرو از ونومس هدایت می‌کند، در حالی که گاما ناروتو (همراه با کاکاشی، ساسکه، ترانکس و سابو) برای شناسایی یواشکی عازم می‌شوند. از قهرمان جدید، که به عنوان شخصیت بازیکن بازی خدمت می‌کند، خواسته می‌شود برای کمک به دفع حمله، به یکی از بخش‌ها بپیوندد. لایت یاگامی که دفتر مرگش قدرت خود را با ادغام جهان از دست داد نیز به آن پیوسته و مخفیانه قصد بازگرداندن آن را دارد.
نیروی پرش قهرمانان دیگری را کشف می‌کند که توسط مکعب‌های چتر متشکل از انرژی شیطانی تحت کنترل ذهن هستند. آن‌ها قهرمانان را آزاد کرده و آن‌ها را جذب می‌کنند، مکعب‌ها را برای بازرسی می‌گیرند. کپی‌هایی از خائنانی جامپ ساخته شده از مکعب‌های چترهای تیره نیز به همراه موارد واقعی ظاهر می‌شوند و باعث سردرگمی می‌شوند.
پس از نجات یک دختر به نام آنجلا، چندین نفر از اعضای جهش ناگهان در حین انجام مأموریت‌ها ناگهان توسط هاله‌های شیطانی درگیر می‌شوند و این باعث می‌شود که آن‌ها به یک خائن در میان آن‌ها مشکوک شوند. در حالی که در ابتدا سانجی مورد سرزنش قرار می‌گیرد، مشخص می‌شود که مقصر آنجلا است که برای جالینای شیطان پوشیده‌است. گالنا مکعب‌های چترهای جمع‌آوری شده را می‌دزدد و آن‌ها را به استاد خود کین می‌دهد، مردی که به دنبال انتقام مرگ خانواده‌اش قصد نابودی بشریت را دارد. بازیکن کین را تعقیب می‌کند و شکست می‌دهد، اما گلوور نشان می‌دهد که مغز متفکر واقعی ادغام جهان است و جالینا را می‌کشد و کین را به خاطر زنده ماندن از مفید بودن آن‌ها می‌میرد. در حقیقت، او پرومتئوس، «کلیددار» است که متهم به نشان دادن داستان‌های «پرش» به دنیای واقعی شد. با این وجود پرومتئوس از شر رذایل انسانیت و تلاش برای ادغام دنیای واقعی و جهش با یکدیگر برای هدایت بشریت در مسیر درست خسته شده‌است.
پرومتئوس مکعب بازیکن را به دلیل انرژی خوبش می‌دزد و قصد دارد از آن برای تعادل بخشیدن به انرژی شیطانی که جمع کرده تا خدا شود، استفاده کند. به‌طور موقت با قهرمانان متحد می‌شوند، در حالی که کین مکعب خود را به بازیکن می‌دهد و گوکو با انرژی تمام جامپ فورس به آن‌ها قدرت بیشتری می‌دهد و به آنها اجازه می‌دهد پرومتئوس را نابود کنند. با این حال، مرگ او واقعیت‌ها را از هم جدا نمی‌کند، زمین را همچنان در معرض تهدید شروران پرش قرار می‌دهد. به پیشنهاد ترانک، شخصیت بازیکن به منجی جدید جامپ تبدیل می‌شود و همچنان از بشریت محافظت می‌کند.
در همین حال، لایت یک مکعب چتر را پیدا می‌کند که توسط پرومتئوس پشت سر گذاشته‌است، و قصد دارد با استفاده از انرژی تاریک خود، دفتر مرگ خود را دوباره تأمین کند.

## شخصیت‌ها

#### شخصیت‌های قابل بازی
شبدر سیاه
- آستا

بلیچ
- ایچیگو کوروساکی
- روکیا کوچیکی
- رنجی آبارای
- سوسکه آیزن
- توشیرو هیتسوگایا (محتوای قابل‌دانلود)
- گریمژو جاگرخاکز (محتوای قابل‌دانلود)
- تی بی ای (محتوای قابل‌دانلود)

بوروتو: ناروتو نسل‌های بعدی
- بوروتو اوزاماکی

ناروتو
- ناروتو اوزوماکی
- ساسکه اوچیها
- کاکاشی هاتاکه
- گارا
- کاگویا اوتسوتسوکی
- مادارا اوچیها

دراگون بال
- سون گُکو
- وِجیتا
- ترانکس
- پیکولو
- فریزا
- سِل
- ماجین بو (محتوای قابل‌دانلود)

وان پیس
- مانکی دی. لوفی
- رورونوا زورو
- وینسموکه سانجی
- بوآ هانکوک
- ریش سیاه
- ترافالگار دی. واترلا

مشت ستاره شمالی
- کِنشیرو

هانتر × هانتر
- گون فریسس
- کیلوا زولدیک
- کوراپیکا
- هیسوکا موروو
- بیسکوئیت کروگر (محتوای قابل‌دانلود)
- مروئم (محتوای قابل‌دانلود)

ماجراجویی عجیب و غریب جوجو
- جوتارو کوجو
- دی یو
- تی بی ای (محتوای قابل‌دانلود)

آکادمی قهرمان من
- ایزوکو میدوریا
- کاتسوکی باکوگو
- شوتو تودوروکی (محتوای قابل‌دانلود)
- آلمایت (محتوای قابل‌دانلود)

رورونی کنشین
- هیمورا کنشین
- شیشیو ماکوتو

سینت سیئییا
- پگاسوس سیئییا
- دراگون شیریو

یو-گی-او
- یوگی موتو/ یامی یوگی
- سِتو کائیبا (محتوای قابل‌دانلود)

یو یو هاکوشو
- یوسکه اورامِشی
- هیه ئی

دراگون کوئست: ماجراجویی دای
- دایو

شخصیت‌های خود بازی
- گالِنا (ガレナ, Garena)
- کین (力イン, Kain)
- پروموتئوس/ گلوور (プロメテウス/グラバー, Purometeusu/Gurabā)

### شخصیت‌های غیرقابل بازی
دفتر مرگ
- لایت یاگامی
- ریوک